# 丛培武
丛培武（1967年5月—），中华人民共和国外交官，曾任中华人民共和国驻加拿大大使，现任中华人民共和国驻伊朗伊斯兰共和国特命全权大使。

## 生平
丛培武毕业于外交学院。1992年，任外交部科员。1993年，任外交部北美大洋洲司科员、随员、三等秘书、副处长。2000年，任驻加拿大大使馆二等秘书、一等秘书。2003年，任外交部北美大洋洲司一等秘书、副处长、处长、参赞兼处长。2007年，任外交部北美大洋洲司参赞。2009年，任驻英国大使馆公使衔参赞、公使。2014年，任外交部北美大洋洲司司长。2019年9月，出任中华人民共和国驻加拿大大使。2024年4月，自驻加拿大大使离任。5月，出任中华人民共和国驻伊朗大使。

## 争议
2020年10月15日，丛培武在加拿大一场线上新闻发布会上警告加拿大不要向香港民主抗议人士提供庇护，并称加拿大这样做只会危害在香港的30万名加拿大公民和商界人士安全，被视为是公开威胁加拿大政府，引发加方抗议和批评。加拿大全球事务部长商鹏飞批评丛培武的言论「完全不可接受并令人不安」，表示「我已要求我的部门与大使接洽，以阐明加拿大永远站在保护人权和保护在世界各地加拿大人权利一边的立场」。
加拿大许多在野党议员也呼吁特鲁多政府对此作出强硬回应，不应允许外国大使在加拿大的领土上对加国公民的安全作出公开威胁。10月16日，加拿大反对党领袖艾林·奥图尔呼吁丛培武「完全撤消其言论并公开道歉」，否则将被驱逐出境。艾林·奥图尔针对丛培武的发言表示，“很明显，（他的讲话）是对香港的30万加拿大人作出了威胁，并几乎没有遮掩。”总理特鲁多表示，「加拿大政府不会停止捍卫中国的人权，加拿大会继续与世界各国以及美国，澳大利亚，英国，欧洲国家以及世界上许多共同关心这些问题的国家同盟」。

## 家庭
丛培武已婚，有一女儿。